# Batalla del 30 de marzo
La batalla del 30 de marzo o batalla de Santiago de los Caballeros fue la segunda batalla posterior a la Guerra de la Independencia Dominicana y se libró el 30 de marzo de 1844, en Santiago. En esta batalla, el general José María Imbert, al mando de una parte del ejército del norte, derrotó al general Jean-Louis Pierrot, quien comandaba las tropas del ejército haitiano en una relación numérica superior a su favor.

## Preludio
Antes de iniciar la batalla en Santiago, los dominicanos se aprestaron a realizar preparativos consistentes en obtener dinero para la compra de armas. Con la asistencia de Matías Ramón Mella y Pedro de Mena, se lograron donativos de muchas personas pudientes de Santo Domingo. En Santiago, personajes como Ángel Daniel, Juan Luis Bidó, Ramón Bidó y otros dominicanos también se unieron a la causa.
Comenzaron a llegar refuerzos a Santiago desde Baní, bajo el mando del coronel Ramón Santana. El general Francisco Antonio Salcedo avanzó hasta Talanquera y Escalante con el propósito de contener el avance militar haitiano hacia Santiago. Este militar estableció su cuartel general en Escalante, cerca de Guayubín, Montecristi. Las tropas de Pierrot avanzaron rápidamente y este tomó a Dajabón el 23 de marzo de 1844.
El 27 de marzo de 1844, el general y comandante de operaciones en Santiago, José María Imbert, fue llamado por la Junta de Gobierno dominicano con el propósito de que organizara el contraataque a los haitianos.
Imbert fortificó la ciudad, construyó fosos y tomó importantes precauciones para asegurar la victoria en la batalla del 30 de marzo de 1844 en Santiago. Contó con el apoyo del comandante Achilles Michel, quien, junto a otros compatriotas, adiestró a las tropas en el manejo de las armas. Además, levantó los fuertes "Dios", "Patria" y "Libertad", donde finalmente fueron derrotados los haitianos.
Lo acompañaron los oficiales Pedro Eugenio Pelletier, Ángel Reyes, Román Franco Bidó, Gaspar Polanco Borbón, José Nicolás Gómez, Fernando Valerio, José M. López, Lorenzo Mieses, Dionisio Mieses, Toribio Ramírez, Marcos Trinidad López, entre otros.
El 27 de marzo, el general haitiano Pierrot dividió sus tropas y avanzó hacia Santiago de los Caballeros con más de 2000 soldados en cada columna. Antes del amanecer, las fuerzas invasoras se atrincheraron en Gurabito. Tras cruzar el río Yaque del Norte y asegurar su posición, el ala derecha de su ejército se dirigió hacia el camino de La Herradura.

## La batalla
El 30 de marzo de 1844, los haitianos atacaron y fueron embestidos por el general José María Imbert y el comandante Achilles Michel en los fuertes "Dios", "Patria" y "Libertad", frente a la sabana de Santiago de los Caballeros. Los haitianos contraatacaron y fueron rechazados por la artillería dominicana y la fusilería de Fernando Valerio. El ejército haitiano lanzó un ataque desesperado y fue vencido con los cañones del fuerte "Dios, Patria y Libertad" y por la infantería de Fernando Valerio López. El ejército de Jean-Louis Pierrot se vio obligado a retroceder, dándole la victoria al ejército dominicano liderado por José María Imbert.